# Ultimate Tennis Showdown
El Ultimate Tennis Showdown o UTS (en español: confrontación definitiva de tenis) es una liga de tenis individual internacional que se jugó por primera vez en 2020. La competencia es organizada por el entrenador de tenis Patrick Mouratoglou y Alex Popyrin, empresario y padre de Alexei Popyrin, en respuesta a la interrupción de la temporada de tenis debido la pandemia de COVID-19.
Los eventos utilizan un formato de puntuación modificado, con partidos divididos en cuartos cronometrados, y otras novedades que impactan el desarrollo de los partidos, como el uso de «cartas».

## Participantes
El torneo ha contado con los siguientes jugadores:
- Feliciano López
- Richard Gasquet
- Matteo Berrettini
- Alexei Popyrin
- David Goffin
- Lucas Pouille
- Dustin Brown
- Elliot Benchetrit
- Benoît Paire
- Stéfanos Tsitsipás
- Dominic Thiem

## Edición 2020

### Jornada 1
La primera jornada se disputó el domingo 14 de junio de 2020 y los resultados fueron los siguientes:
| Hora  | Jugador            | Resultado Final | Cuarto 1 | Cuarto 2 | Cuarto 3 | Cuarto 4 | Desempate |
| ----- | ------------------ | --------------- | -------- | -------- | -------- | -------- | --------- |
| 16:00 | Elliot Benchetrit  | 1               | 9        | 12       | 12       | 12       |           |
| 16:00 | Alexei Popyrin     | 3               | 13       | 9        | 15       | 14       |           |
| 17:25 | Feliciano López    | 3               | 17       | 13       | 9        | 11       | 2         |
| 17:25 | Benoît Paire       | 2               | 13       | 12       | 13       | 12       | 0         |
| 18:45 | Dustin Brown       | 1               | 10       | 13       | 5        | 12       |           |
| 18:45 | Matteo Berrettini  | 3               | 14       | 12       | 22       | 13       |           |
| 21:00 | Elliot Benchetrit  | 1               | 9        | 12       | 12       | 14       |           |
| 21:00 | Matteo Berrettini  | 3               | 13       | 9        | 15       | 14       |           |
| 22:25 | Stéfanos Tsitsipás | 3               | 24       | 22       | 13       | 15       |           |
| 22:25 | Benoît Paire       | 1               | 4        | 6        | 14       | 9        |           |

### Jornada 2
| Hora  | Jugador           | Resultado Final | Cuarto 1 | Cuarto 2 | Cuarto 3 | Cuarto 4 | Desempate |
| ----- | ----------------- | --------------- | -------- | -------- | -------- | -------- | --------- |
| 16:00 | Lucas Pouille     |                 |          |          |          |          |           |
| 16:00 | Elliot Benchetrit |                 |          |          |          |          |           |
| 17:25 |                   |                 |          |          |          |          |           |
|       |                   |                 |          |          |          |          |           |
| 18:45 |                   |                 |          |          |          |          |           |
|       |                   |                 |          |          |          |          |           |
| 21:00 |                   |                 |          |          |          |          |           |
|       |                   |                 |          |          |          |          |           |
| 22:25 |                   |                 |          |          |          |          |           |
|       |                   |                 |          |          |          |          |           |

## Posiciones finales 2020
Los 4 primeros lugares del cuadro accedieron a la ronda final del torneo. Las semifinales y la final se disputaron el 12 de julio de 2020.
| Posición | Jugador            | Victorias | Derrotas | Cuartos Ganados | Cuartos Perdidos | Puntos Ganados | Puntos Perdidos |
| -------- | ------------------ | --------- | -------- | --------------- | ---------------- | -------------- | --------------- |
| 1º       | Stéfanos Tsitsipás | 9         | 2        | 31              | 17               |                |                 |
| 2º       | Matteo Berrettini  | 7         | 3        | 27              | 16               |                |                 |
| 3º       | Richard Gasquet    | 7         | 3        | 26              | 18               |                |                 |
| 4º       | David Goffin       | 5         | 5        | 20              | 21               |                |                 |
| 5º       | Feliciano López    | 4         | 5        | 21              | 19               |                |                 |
| 6º       | Elliot Benchetrit  | 3         | 3        | 12              | 14               |                |                 |
| 7º       | Corentin Moutet    | 3         | 4        | 16              | 14               |                |                 |
| 8º       | Alexei Popyrin     | 3         | 6        | 14              | 23               |                |                 |
| 9º       | Dustin Brown       | 2         | 6        | 10              | 23               |                |                 |
| 10º      | Benoît Paire       | 2         | 7        | 11              | 26               |                |                 |

|  | Semifinales | Semifinales        | Semifinales | Semifinales       | Semifinales | Semifinales | Semifinales |                    |    | Final | Final | Final | Final | Final | Final | Final |  |
|  |             |                    |             |                   |             |             |             |                    |    |       |       |       |       |       |       |       |  |
|  |             |                    |             |                   |             |             |             |                    |    |       |       |       |       |       |       |       |  |
|  | 1           | Stéfanos Tsitsipás | 15          | 13                | 13          |             |             |                    |    |       |       |       |       |       |       |       |  |
|  | 1           | Stéfanos Tsitsipás | 15          | 13                | 13          |             |             |                    |    |       |       |       |       |       |       |       |  |
|  | 4           | David Goffin       | 11          | 11                | 12          |             |             |                    |    |       |       |       |       |       |       |       |  |
|  | 4           | David Goffin       | 11          | 11                | 12          |             | 1           | Stéfanos Tsitsipás | 15 | 12    | 14    | 15    | 2     |       |       |       |  |
|  |             |                    |             |                   |             |             |             | Stéfanos Tsitsipás | 15 | 12    | 14    | 15    | 2     |       |       |       |  |
|  |             |                    | 2           | Matteo Berrettini | 16          | 15          | 12          | 8                  | 3  |       |       |       |       |       |       |       |  |
|  | 3           | Richard Gasquet    | 2           | Matteo Berrettini | 16          | 15          | 12          | 8                  | 3  | 8     | 14    | 12    | 13    | 1     |       |       |  |
|  | 3           | Richard Gasquet    |             |                   |             |             |             |                    |    | 8     | 14    | 12    | 13    | 1     |       |       |  |
|  | 2           | Matteo Berrettini  | 24          | 12                | 16          | 10          | 2           |                    |    |       |       |       |       |       |       |       |  |
|  | 2           | Matteo Berrettini  | 24          | 12                | 16          | 10          | 2           |                    |    |       |       |       |       |       |       |       |  |
|  |             |                    |             |                   |             |             |             |                    |    |       |       |       |       |       |       |       |  |

## Edición 2021
La edición 2021 se desarrolló en la Academia de Tenis Mouratoglou de Biot, cercana a la localidad francesa de Cannes, con los siguientes grupos de participantes masculinos:

### Grupo A
- Diego Schwartzman
- Grigor Dimitrov
- Cristian Garin
- Alexander Bublik

### Grupo B
- Daniil Medvedev
- Fabio Fognini
- Taylor Fritz
- Corentin Moutet